# Eben Venter
Ebenhaezer Venter (geboren 29. September 1954 in Burgersdorp, Südafrikanische Union) ist ein südafrikanischer Schriftsteller.   

## Leben
Ebenhaezer Venter wuchs auf einer Schaffarm auf und besuchte das Grey-College in Bloemfontein. Er wurde zum Militärdienst eingezogen und wurde auch in Angola eingesetzt. Er studierte an der Noordwes-Universiteit und an der Universiteit van Port Elizabeth (UPE) und erhielt einen M.A. in Philosophie mit einer Arbeit über Max Horkheimer. Venter arbeitete als Journalist in Johannesburg. Wegen des politischen Ausnahmezustandes in Südafrika ging er 1986 für eine Zeit nach Australien, wo er als Koch jobbte.
Venter veröffentlichte Kurzgeschichten, Erzählungen und Romane in Afrikaans sowie ein Kochbuch. Venter war 2006 Fellow am Netherlands Institute for Advanced Study in Wassenaar. Er wurde für Schreibwerkstätten an die Vrije Universiteit Amsterdam, an die Adam-Mickiewicz-Universität in Posen und an die Universität Kyōto eingeladen.
Venter wurde mehrfach mit dem W.A. Hofmeyr Preis ausgezeichnet. 2010 erhielt er für Santa Gamka auch den M-Net Literary Award für Literatur in Afrikaans und den ATKV-Prosaprys der Afrikaanse Taal- en Kultuurvereniging, und dessen englische Übersetzung Trencherman stand auf der Longlist der südafrikanischen Sunday Times. Der Roman stellt sich in die Tradition von Joseph Conrads Erzählung Heart of Darkness und J. M. Coetzees dystopische Roman Disgrace.

## Werke
- Witblitz. Emmarentia : Taurus, 1986
- Foxtrott van die vleiseters. Kapstadt : Tafelberg, 1993 
  - Burenfoxtrott : Roman. Aus dem Afrikaans von Stefanie Schäfer. Hildesheim : Claassen, 1996 ISBN 3-546-00105-2
- Ek stamel, ek sterwe. Kapstadt : Queillerie, 1996
- My simpatie, Cerise. Kapstadt : Queillerie, 1999
- Twaalf. Kapstadt : Queillerie, 2000
- Begeerte. Kapstadt : Tafelberg, 2003
- Horrelpoot. Kapstadt : Tafelberg, 2006
- Santa Gamka. Kapstadt : Tafelberg, 2009
- Brouhaha : verstommings, naakstudies en wenresepte. Kapstadt : Tafelberg , 2010
- Wolf, Wolf. Kapstadt : Tafelberg, 2013
- Groen soos die hemel daarbo. Kapstadt : Tafelberg, 2017
- Decima, Kapstadt: Penguin, 2023